# 2017 DO121
2017 DO121 est un objet transneptunien encore très mal connu. 